# Domenico Fontana

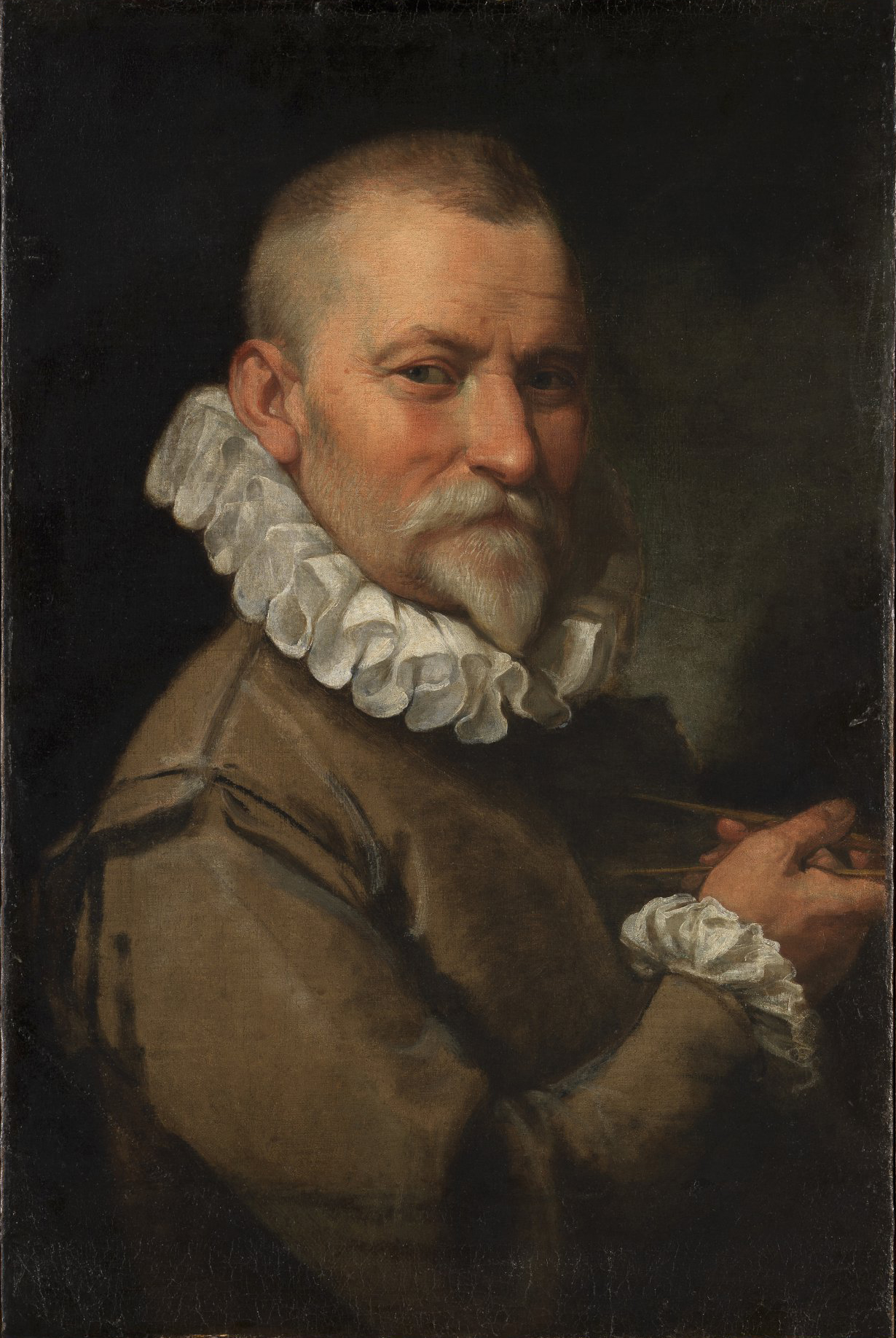
Domenico Fontana (Portrait von Federico Zuccari)

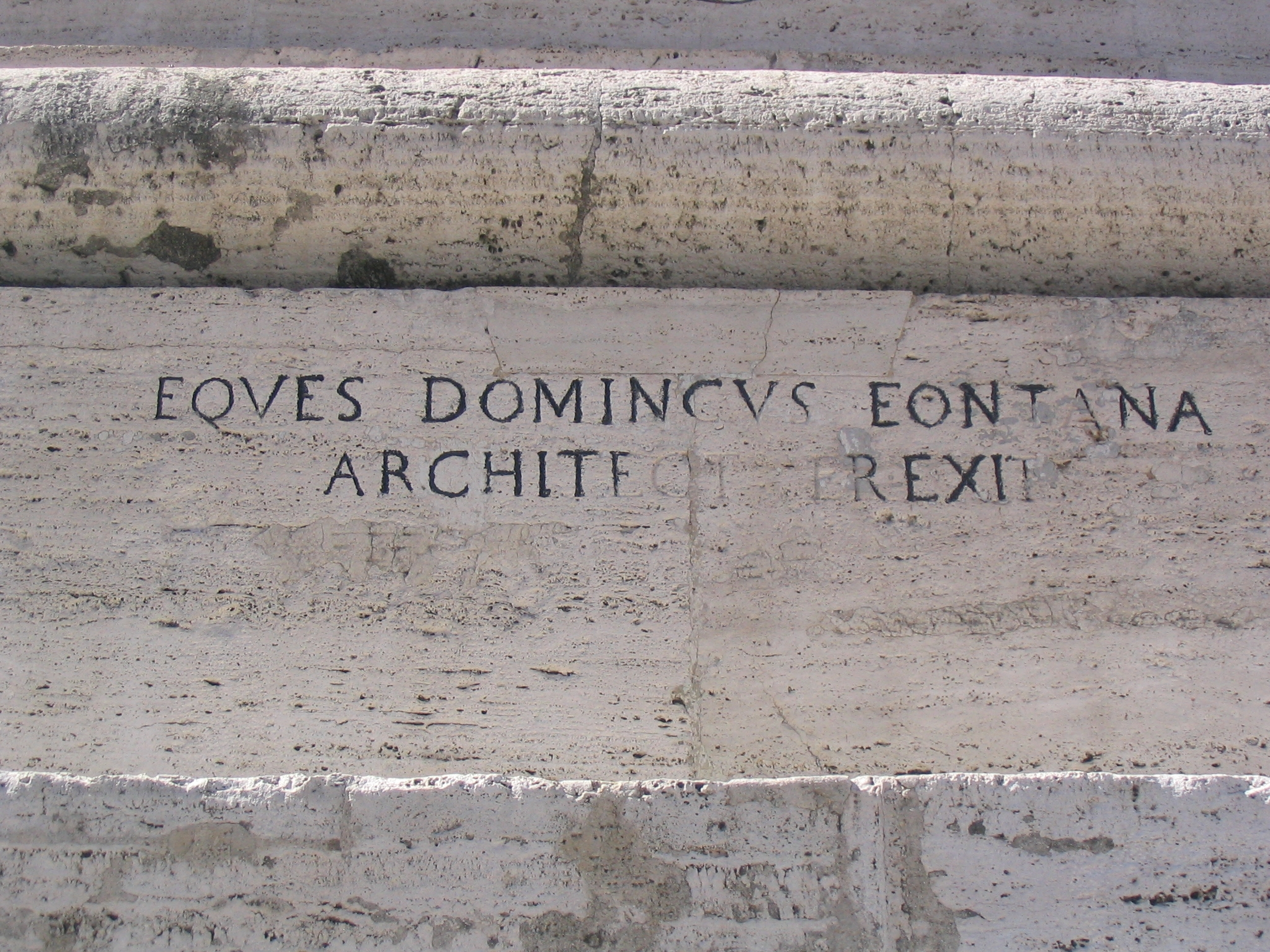
Signatur Fontanas auf dem Sockel des Lateran-Obelisken: Ritter Domenico Fontana, Architekt, hat ihn errichtet

Domenico Fontana (* 1543 in Melide im Tessin; † 28. Juni 1607 in Neapel) war ein in Italien tätiger Architekt, Maler und Bildhauer des Manierismus.

## Leben
Domenico Fontana verließ 1563 die Schweiz, um in Rom Architektur zu studieren. 1576 errichtete er für Kardinal Alessandro Sforza in Castell’Azzara die Villa Sforzesca. Er erwarb das Vertrauen des Kardinals Montalto, des späteren Papstes Sixtus V., der ihn 1584 mit dem Bau der Cappella del Presepio in Santa Maria Maggiore beauftragte. Sixtus V. ernannte ihn zum Architettore principale. Für Montalto errichtete er auch den Palazzo Montalto und wurde nach der Wahl Montaltos zum Papst Architekt des Petersdoms. In dieser Funktion setzte er die Laterne auf die Kuppel des Petersdoms. Aus dieser Zeit stammen auch einige Veränderungen am Lateran. Er errichtete die Vorhalle des nördlichen Querhauses, die dem Bühnenaufbau der antiken Theater nachempfunden ist.
Zu den bekanntesten Leistungen Fontanas gehört 1586 zunächst die Niederlegung und dann die Aufrichtung des Obelisken auf dem Petersplatz. Fontana war als Sieger aus einem Wettbewerb hervorgegangen, an dem sich etwa 500 Architekten und Ingenieure beteiligt hatten. Bemerkenswert war dabei die ingenieurmäßige Herangehensweise Fontanas, über die er in seinem Buch „Della trasportatione dell’obelisco Vaticano et delle fabriche di Nostro Signore Papa Sisto V“ (Rom, 1590) selbst berichtet. In der Folge errichtete er auch die Obelisken auf der Piazza del Popolo, der Piazza di Santa Maria Maggiore und der Piazza di San Giovanni in Laterano.
Nach dem Tode seines Gönners Sixtus V. arbeitete er bis 1592 im Dienst des Nachfolgers Clemens VIII. Nach Vorwürfen der Unterschlagung öffentlicher Gelder und seiner Entlassung ging Fontana nach Neapel. Dort errichtete er unter anderem den Palazzo Reale. Die von ihm entworfene, aber erst 1651 von Francesco Antonio Picchiatti (1617–1694) ergänzte Ehrentreppe wurde vermutlich zum Vorbild der viel bekannteren Gesandtentreppe im Schloss Versailles. Im Jahr 1592 entdeckte Fontana bei Kanalbauarbeiten Inschriften, für die sich jedoch niemand interessierte. 150 Jahre später stellte sich heraus, dass er Pompeji entdeckt hatte.
Nach seinem Tode 1607 wurde Domenico Fontana in der Kirche Sant’Anna dei Lombardi in Neapel begraben.

## Werke
Zu den wichtigsten Werken in Rom zählen:
- Villa Peretti (1570) stand an der Stelle des heutigen Palazzo Massimo alle Terme
- Santa Maria Maggiore; Sakramentkapelle Sixtus V. (1585)
- Die Fertigstellung von San Luigi dei Francesi (1589)
- Das Wasserleitungssystem Acqua Felice Sixtus V. mit den zwei Brunnen:
- Mosesbrunnen am Largo di Santa Susanne (1587)
- Die Vier Brunnen auf dem Scheitel des Quirinalshügels (1587)
- Lateranbasilika; Portikus mit Benediktionsloggia (1587)
- Lateranspalast (1587)
- Restaurierung der Trajanssäule und der Mark-Aurel-Säule (1588)
- Scala Santa beim Lateran (1586–1588)
- Apostolischer Palast (1589)
- Bibliothek im Belvedere-Quergang des Apostolischen Palastes (1587–1590).

## Galerie

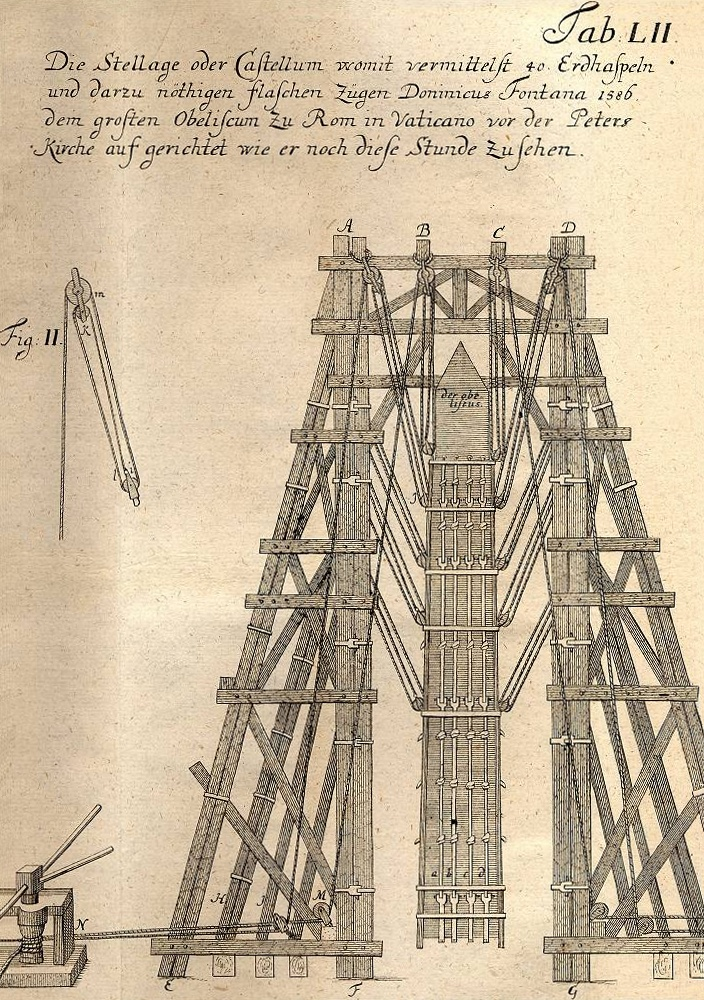
Aufrichtung des Obelisken
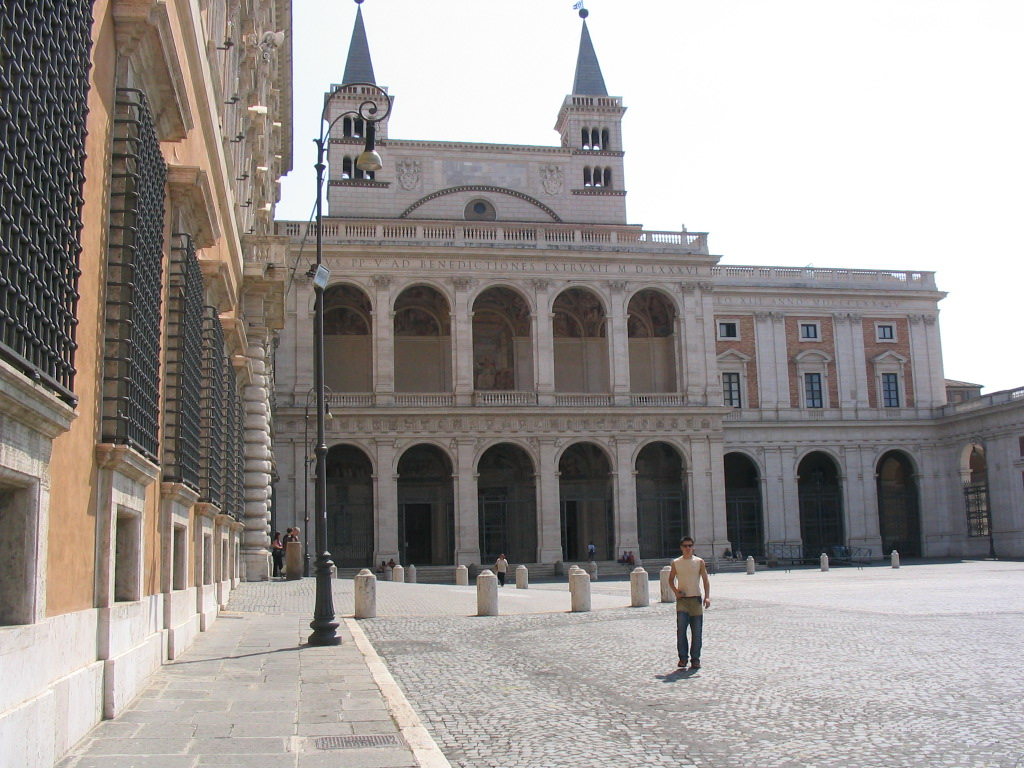
Lateran: Benediktionsloggia
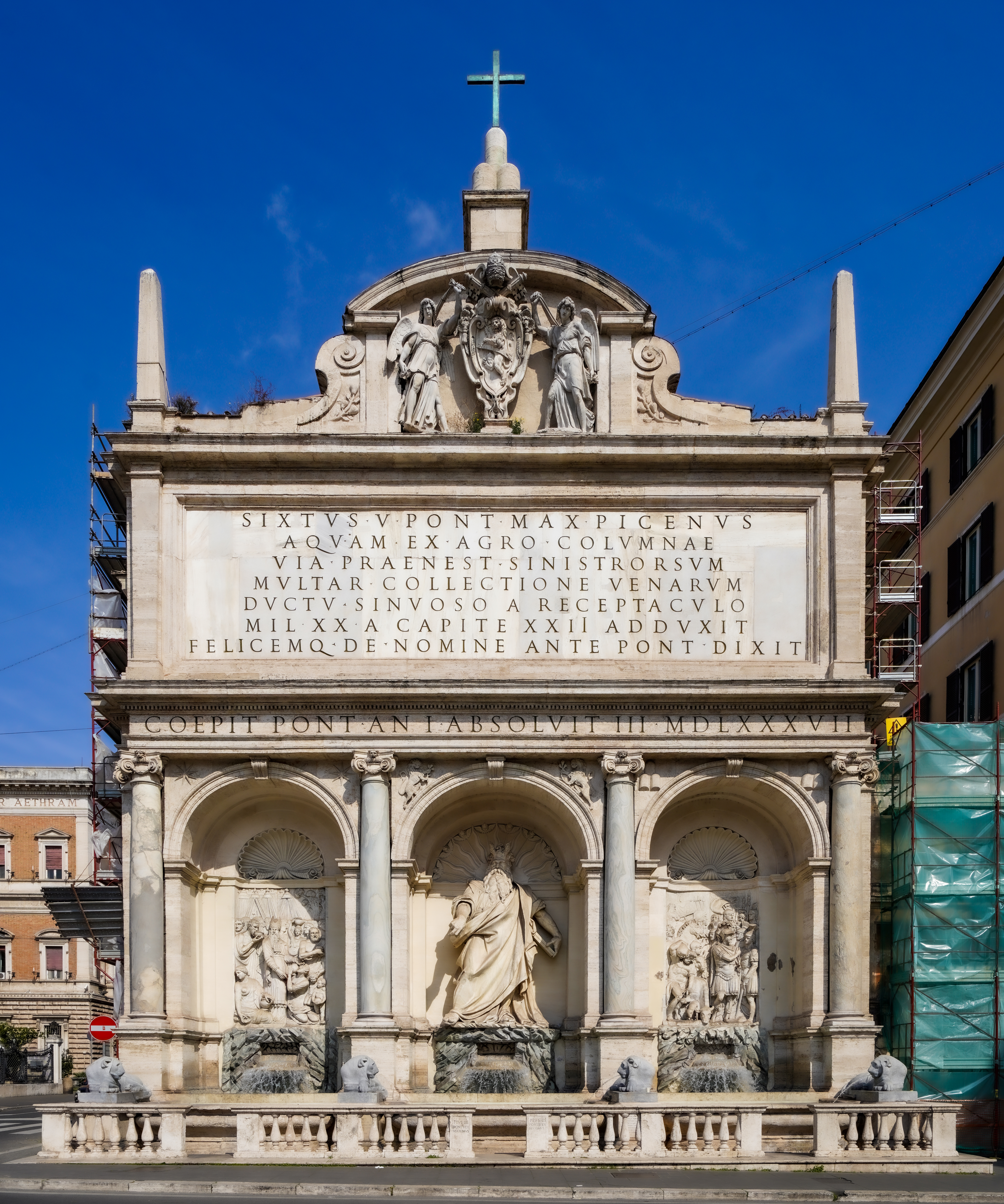
Mosesbrunnen
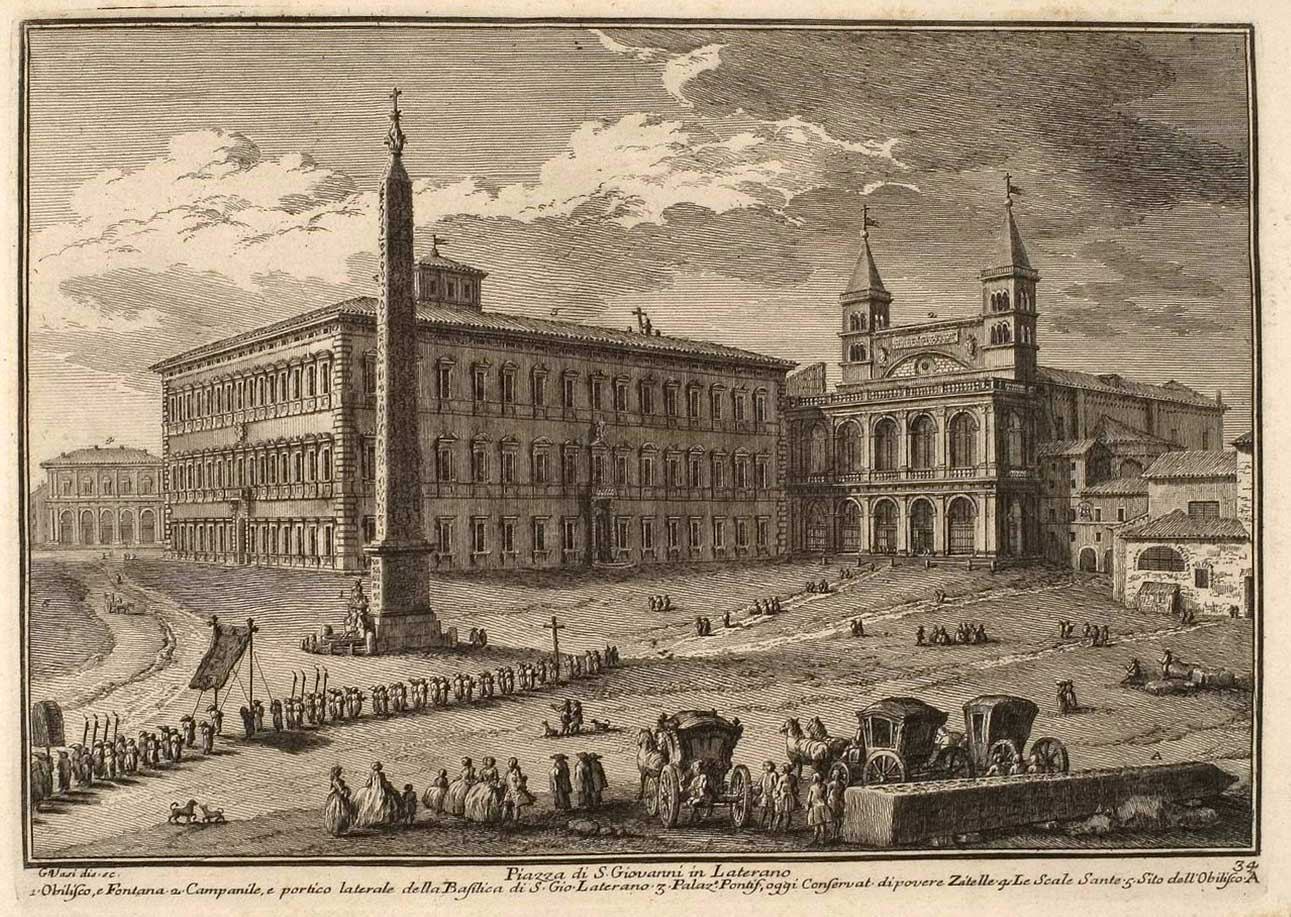
Lateranspalast, links im Hintergrund ist die Scala Santa zu sehen
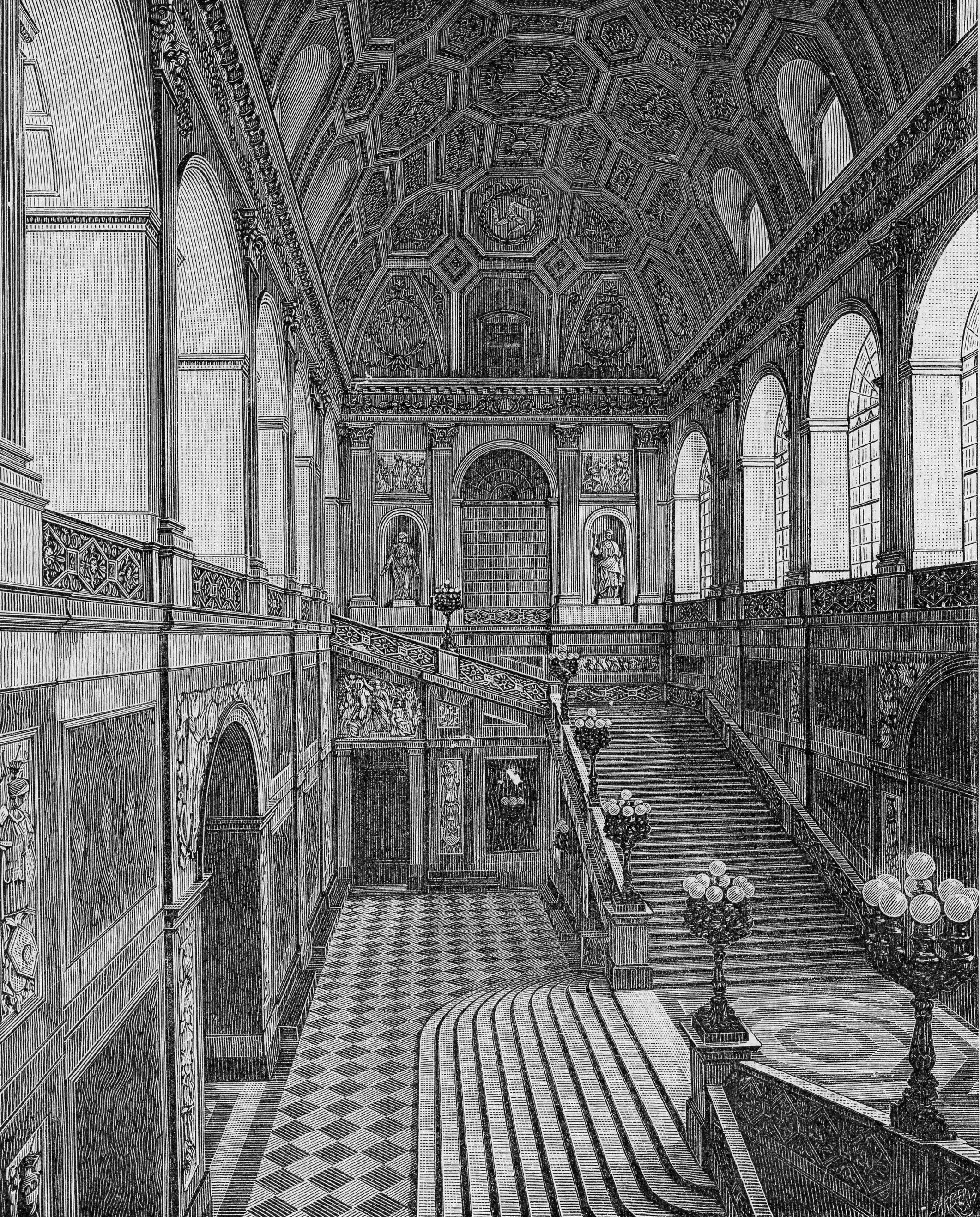
Neapel: Scalone d onore (Ehrentreppe) im Palazzo Reale